# پایگاه محافظت ملی هوایی اتلنتیک سیتی
پایگاه محافظت ملی هوایی اتلنتیک سیتی (به انگلیسی: Atlantic City Air National Guard Base) یک فرودگاه است . این فرودگاه در کشور ایالات متحده آمریکا قرار دارد .